# تيار العزم
تيار العزم هو حزبٌ سياسيٌّ أسَّسهُ رئيس الوزراء اللُّبنانيُّ نجيب ميقاتي مع شقيقه طه ميقاتي.
شارك تيار العزم في الانتخابات النيابية أعوام 2000 و2009 عبر ترشيح رئيسه نجيب ميقاتي في دائرة طرابلس عن المقعد السني واستطاع تحقيق الفوز في المرتين. فيما لم يترشح لانتخابات عام 2005 وذلك لأن ميقاتي كان بوقتها رئيساً للحكومة اللبنانية ففضل عدم الترشح للانتخابات البرلمانية تحقيقاً للشفافية ولإجراء الانتخابات من جهة حيادية.
عاد التيار وشارك في الانتخابات النيابية عام 2018 في دائرة طرابلس-المنية-الضنية التي أجريت وفق النظام النسبي الجديد وأعلن عن تشكيل لائحة سماها «لائحة العزم» و التي حققت فوزاً كبيراً وحلت بالمرتبة الأولى في طرابلس بأكثر من 55 ألف صوتاً وفاز التيار بأربعة مقاعد من أصل ثمانية في طرابلس: نجيب ميقاتي عن المقعد السني؛ علي درويش عن المقعد العلوي؛ جان عبيد عن المقعد الماروني ونقولا نحاس عن المقعد الأرثوذكسي.
لم يفز التيار بأي مقاعد في الانتخابات النيابية اللبنانية 2022.